# Lucianische Fußballnationalmannschaft
Die lucianische Fußballnationalmannschaft ist die Fußballnationalmannschaft des karibischen Inselstaates St. Lucia. Sie gehört zu den besseren der kleinen karibischen Nationalmannschaften des Kontinentalverbandes CONCACAF. Bisher ist es der Mannschaft noch nicht gelungen, sich für den CONCACAF Gold Cup oder die Fußball-Weltmeisterschaft zu qualifizieren.

## Turniere

### Weltmeisterschaften
- 1930 bis 1990 – nicht teilgenommen
- 1994 – In der Qualifikation zur WM 1994 in den USA traf man in der Karibikzone 3 der 1. Runde auf St. Vincent und schied mit 1:0 und 1:3 aus.
- 1998 – In der Qualifikation zur WM 1998 in Frankreich traf man in der Karibikzone 3 der Vorrunde auf St. Kitts und Nevis. Dieses Mal verlor man mit 1:5 und 0:1 und schied aus.
- 2002 – In der Qualifikation zur WM 2002 in Japan und Südkorea wurde man in der Karibikzone 1 der 1. Runde gegen Suriname gelost und schied nach einem 1:0-Sieg und einer 0:1-Niederlage im Elfmeterschießen aus.
- 2006 – In der Qualifikation zur WM 2006 in Deutschland traf man in der 1. Runde auf die Mannschaft der britischen Jungferninseln. Man setzte sich mit 1:0 und 9:0 durch und konnte sich für die 2. Runde qualifizieren. Dort traf man auf Panama und schied mit 0:4 und 0:3 aus.
- 2010 – In der Qualifikation zur WM 2010 in Südafrika traf man in der 1. Runde auf die Turks- und Caicosinseln und konnte sich mit 1:2 und 2:0 für die 2. Runde qualifizieren. Dort traf man auf Guatemala und schied mit 0:6 und 1:3 aus.
- 2014 – In der Qualifikation zur WM 2014 in Brasilien traf man in der 1. Runde auf Aruba und qualifizierte sich im Elfmeterschießen nach 2:4 und 4:2 für die 2. Runde. Dort traf man auf Kanada, Puerto Rico und St. Kitts und Nevis. Nach 5 Niederlagen und einem Unentschieden schied man als Gruppenletzter aus.
- 2018 – In der Qualifikation zur WM 2018 in Russland traf die Mannschaft in der zweiten Runde im Juni 2015 auf die Mannschaft aus Antigua und Barbuda und schied nach einem 3:1 und 1:4 aus.
- 2022 – In der Qualifikation sollte die Mannschaft in der ersten Runde gegen Belize, Haiti, Nicaragua sowie die Turks- und Caicosinseln spielen. Im März 2021 zog sich St. Lucia aus der Qualifikation zurück.
- 2026 – In der Qualifikation zur WM 2026 in Kanada, Mexiko und den USA traf die Mannschaft in der zweiten Runde im Juni 2024 und Juni 2025 auf Curaçao, Haiti, Aruba und auf Barbados. Nach einem Sieg, einem Remis und zwei Niederlagen wurde als Gruppendritter die dritte Runde verpasst.

### CONCACAF Gold Cup
- 1991 bis 2007 – nicht qualifiziert
- 2009 – nicht teilgenommen
- 2011 bis 2025 – nicht qualifiziert

### Karibikmeisterschaften
- 1989 bis 1990 – nicht qualifiziert
- 1991 – 3. Platz
- 1992 – nicht qualifiziert
- 1993 – Vorrunde
- 1994 – nicht teilgenommen
- 1995 – Vorrunde
- 1996 bis 2007 – nicht qualifiziert
- 2008 – Zurückgezogen
- 2010 bis 2014 – nicht qualifiziert
- 2017 – nicht teilgenommen

## Trainer
- Cassim Louis (1999–2004)
- Kingsley Armstrong (2004)
- Carson Millar (2004)
- Terrence Caroo (2008)
- Alan Providence (2010–2011)
- Francis Lastic (2012–2017)
- Francis McDonald (2018–2019)
- Jamaal Shabazz (2019–2021)
- Stern John (seit 2022)